# 高橋理惠子
高橋理惠子（日语：高橋 理恵子，1967年11月28日—），日本女性配音員、演員。出身於埼玉縣。身高155cm。A型血。

## 人物簡介
本名相同。京華女子高等學校畢業。音域為次女高音。演劇集團 圓所屬。
1989年加入演劇集團 圓·演技研究所，3年後的1992年成為現在所屬劇團的正規團員。
2006年，電視動畫《SIMOUN》播出之後，與另一位跟她主演的同事高橋美佳子2人一起主持動畫衍生電台節目《Simoun ～電波 DE リ·マージョン～》獲得廣大人氣。
喜歡觀賞職業摔角，所以也是選手長州力的大粉絲。

## 演出作品
※粗體字表示說明飾演的主要角色。

### 電視動畫
1996年
- 名偵探柯南（四井麗花）

1997年
- 金田一少年之事件簿（美知世）

1999年
- ∀鋼彈（姬艾爾·海姆（日语：キエル・ハイム）、迪亞娜·梳尼爾（日语：ディアナ・ソレル））

2000年
- 幻想魔傳 最遊記（晶炎）

2001年
- 犬夜叉（彌勒〈小時候〉）
- 花右京女侍隊（慈悲王琉佳）

2002年
- 東京喵喵（白金稜的母親）

2003年
- ONE PIECE（柯妮絲[3]）

2004年
- Keroro軍曹（輝夜姬）
- SAMURAI 7（雪野）
- 花右京女侍隊 La Verite（慈悲王琉佳）

2006年
- SIMOUN（奈比利爾）
- ×××HOLiC（塗繪）

2007年
- 桃華月憚（北條美鈴）

2008年
- 骷髅13 (2008年版)（西利亞·艾文）
- true tears（仲上真一郎的母親）

2010年
- 動物生態會議（大象媽媽）

2011年
- 結界女王（瑪格莉特修女[4]）

2013年
- 義風堂堂!! 兼續和慶次（仙桃院[5]）
- 蟲奉行（奈阿姬的母親）

2014年
- 金田一少年之事件簿R（楊美琴）
- GLASSLIP（深水真理）

2015年
- VENUS PROJECT -CLIMAX-（社長[6]）

2018年
- 刻刻（間島翔子的母親）
- BASILISK ～櫻花忍法帖～（七弦的母親）
- ONE PIECE 空島特別篇（日语：ONE PIECE エピソードオブ空島）（柯妮絲）

### OVA
1999年
- 機動戰士鋼彈第08MS小隊 特別篇：最後的樂園（雙胞胎A〈凱倫〉）

### 電影動畫
1999年
- 劇場版 金田一少年之事件簿2：殺戮的深藍（藍澤茜）

2002年
- 劇場版 ∀鋼彈I：地球光（姬艾爾·海姆（日语：キエル・ハイム）、迪亞娜·梳尼爾（日语：ディアナ・ソレル））
- 劇場版 ∀鋼彈II：月光蝶（姬艾爾·海姆、迪亞娜·梳尼爾）

### 遊戲
2000年
- SD鋼彈 G世代-F（迪亞娜·梳尼爾（日语：ディアナ・ソレル））

2001年
- ICO（約爾妲）
- SD鋼彈 G世代-F.I.F（迪亞娜·梳尼爾）
- 超級機器人大戰α外傳（姬艾爾·海姆（日语：キエル・ハイム）、迪亞娜·梳尼爾）

2002年
- SD鋼彈 G世代-DA（迪亞娜·梳尼爾）

2003年
- ONE PIECE 偉大航路之爭！3（日语：ONE PIECE グランドバトル! 3）（柯妮絲）[注 1]

2006年
- SD鋼彈 G世代 PORTABLE（姬艾爾·海姆、迪亞娜·梳尼爾）

2007年
- （奈比利爾）

2008年
- 超級機器人大戰Z（迪亞娜·梳尼爾）
- 心靈傳奇（芙蘿拉·史波杜恩）

2009年
- SD鋼彈 G世代 WARS（姬艾爾·海姆、迪亞娜·梳尼爾）

2011年
- SD鋼彈 G世代 3D（迪亞娜·梳尼爾）
- SD鋼彈 G世代 WORLD（姬艾爾·海姆、迪亞娜·梳尼爾）
- 第2次超級機器人大戰Z 破界篇（迪亞娜·梳尼爾）

2012年
- SD鋼彈 G世代 OVER WORLD（姬艾爾·海姆、迪亞娜·梳尼爾）
- 第2次超級機器人大戰Z 再世篇（迪亞娜·梳尼爾）

2013年
- 心靈傳奇R（芙蘿拉·史波杜恩）

2019年
- 超級機器人大戰X-Ω（日语：スーパーロボット大戦X-Ω）（迪亞娜·梳尼爾）

### 外語配音
※作品依英文名稱及英文原名排序。

#### 演員
- 茱蒂·班森
  - 玩具總動員系列（芭比〈 配音〉）
    - 玩具總動員2
    - 玩具總動員3
    - 玩具總動員：夏威夷假期

- 絲普蕾格·格雷登
  - 鬼入鏡系列（Kristi Rey）
    - 鬼入鏡2
    - 鬼入鏡3
    - 鬼入鏡4

- 全道嬿
  - 下女（恩伊）
  - 布拉格戀人（尹在希）
  - 你是我的命運（銀河）

- 劉玉玲
  - 小精靈谷大賽（英语：Pixie Hollow Games）（水仙子／希芙蜜絲〈配音〉）
  - 奇妙仙子系列（水仙子／希芙蜜絲〈配音〉）
    - 奇妙仙子：海盜仙子（英语：The Pirate Fairy）
    - 奇妙仙子 (2008年電影)（英语：Tinker Bell (film)）
    - 奇妙仙子 : 拯救精靈大作戰
    - 奇妙仙子：奇幻獸傳說（英语：Tinker Bell and the Legend of the NeverBeast）
    - 奇妙仙子：失落的寶藏
    - 奇妙仙子：翅膀的秘密

- 凱莉·麥當勞
  - 海濱帝國（Margaret Schroeder）
  - 崩潰（英语：Entropy (film)）（Pia）
  - 福爾摩濕與滑生（Rose Hudson夫人）
  - 真愛拼拼圖（英语：Puzzle (2018 film)）（Agnes）

- 娜塔莉·波特曼
  - 管到太平洋（英语：Anywhere but Here (film)）（Ann August）
  - 窒愛（英语：Brothers (2009 film)）（Grace Cahill）
  - 冷山（Sara）※DVD版。

- 蜜雪兒·威廉絲
  - 戀愛時代（Jen Lindley）
  - 桃色名單（英语：Deception (2008 film)）（S）
  - 烈燄情人（英语：Incendiary (film)）（年輕媽媽）
  - 迷失天使城（英语：Land of Plenty）（Lana）

#### 電影
- 仲夏夜之夢 (1999年電影)（Hermia〈Anna Friel 飾演〉）
- 美麗緣未了（Mathilde Donnay〈Audrey Tautou 主演〉）
- 八月迷情（Lyla Novacek〈Keri Russell 主演〉）
- 蝙蝠俠：開戰時刻（Rachel Dawes〈Katie Holmes 飾演〉）※日本電視台版。
- 海灘（英语：The Beach (film)）（Françoise〈Virginie Ledoyen 飾演〉）※影碟版。
- 各懷鬼胎（英语：Best Laid Plans (1999 film)）（Lissa〈Reese Witherspoon 主演〉）
- 謀殺綠腳趾（Bunny Lebowski〈Tara Reid 飾演〉）
- 黑色名冊（Rachel Stein／Ellis de Vries〈Carice van Houten 主演〉）
- 艷屍案中案（Katherine 'Kay' Lake〈Scarlett Johansson 主演〉）
- 血戰：最後的吸血鬼（鬼源〈小雪 主演〉）
- 格林兄弟幻險記（鏡中女王〈Monica Bellucci 飾演〉）
- 大製騙家（Daisy〈Heather Graham 飾演〉）
- 香奈兒的秘密（英语：Coco Chanel & Igor Stravinsky）（Catherine Stravinsky〈Elena Morozova 飾演〉）
- 愛情三選一（April Hoffman〈Isla Fisher 主演〉）
- 美麗壞東西（英语：Dirty Pretty Things (film)）（Senay Gelik〈Audrey Tautou 主演〉）
- 死亡實驗（Dora〈Maren Eggert 飾演〉）※影碟版。
- 見鬼（趙嘉汶〈李心潔 主演〉）
- 情迷出租男（英语：Fading Gigolo）（Avigal〈Vanessa Paradis 飾演〉）
- 女生向前走（Susanna Kaysen〈Winona Ryder 主演〉）
- 哥吉拉（Vivienne Graham〈Sally Hawkins 飾演〉[7]）
- 鬼影人（Gothika）（Chloe Sava〈Penélope Cruz 飾演〉）
- 雨果的冒險（Lisette〈Emily Mortimer 飾演〉）
- 白夜追兇（Tanya Francke〈Katharine Isabelle 飾演〉）※DVD版。
- 詹姆士·龐德大戰皇家賭場（Vesper Lynd〈Ursula Andress 主演〉）※2016年新錄製版。
- 珍奧斯汀的戀愛教室（Prudie〈Emily Blunt 主演〉）
- 鐵幕疑雲（英语：The Life of David Gale）（Bitsey Bloom〈Kate Winslet 主演〉）
- 獨行俠（Rebecca Reid〈Ruth Wilson 飾演〉）
- 迷失太空（Judy Robinson〈Heather Graham 飾演〉）※VHS、DVD、BD版。
- 梅漢林：死亡本能 Part1（Sofia〈Elena Anaya 飾演〉）
- 求婚腦震盪（英语：Mickey Blue Eyes）（Gina Vitale〈Jeanne Tripplehorn 主演〉）
- 怪獸宇宙（Vivienne Graham〈Sally Hawkins〉）
  - 哥斯拉[8]
  - 哥吉拉II 怪獸之王[9]
- 神鬼傳奇3（Lin〈梁洛施 飾演〉[10]）※富士電視台版。
- 東方快車謀殺案（Pilar Estravados〈enélope Cruz 主演〉[11]）
- 說不完的故事：大魔域（英语：Tales from the Neverending Story）（小時候的你〈女王〉、月亮之子）
- 凶咒（善愛〈崔貞允 主演〉）
- 網絡迷宮（英语：Nirvana (film)）（Lisa〈Emmanuelle Seigner 飾演〉）
- 貝克（英语：Pecker (film)）（Shelley〈Christina Ricci 主演〉）
- 心靈勇氣（Alice〈Rosemarie DeWitt 飾演〉）
- 黛妃與女皇（Diana, Princess of Wales〈Laurence Burg 飾演〉）
- 鬼域 (2006年電影)（徐尋〈李心潔 主演〉）
- 大夢想家（Margaret Goff〈Ruth Wilson 飾演〉）
- 學校萬花筒（英语：School Daze）（公主）
- 隔離島（Rachel Solando〈Emily Mortimer 飾演〉）
- 甜蜜的十一月（英语：Sweet November (2001 film)）（Sara Deever〈Charlize Theron〉）
- 寂寞城市（英语：Things You Can Tell Just by Looking at Her）（Carol Faber〈Cameron Diaz 主演〉）
- 時光機器（Mara〈Samantha Mumba 主演〉）※朝日電視台版。
- 天人交戰（Caroline Wakefield〈Erika Christensen 飾演〉）
- 槓上富家女（Ingrid〈Marley Shelton 飾演〉）
- 陰森林（Kitty Walker〈Judy Greer 飾演〉）※日本電視台版。
- 兇手正在看著你（英语：The Watcher (film)）（Elie）※VHS、DVD版。
- 勇士們（Barbara〈Keri Russell 飾演〉）※富士電視台版。
- 狂野的灰熊（英语：ワイルドグリズリー）（Terri Bradford〈Courtney Peldon 飾演〉）
- X戰警2（Lady Deathstrike〈Kelly Hu 飾演〉[12]）※朝日電視台版。

#### 電視影集
- 24 (第2季)（Mary Warner）
- 瑪波小姐探案：無盡長夜（Greta）
- 大偵探波洛 (第10季)（Rosaleen〈Eva Birthistle 主演〉）－第57集。
- 巴比倫五號（Lyta Alexander〈Patricia Tallman 飾演〉）
- 鳥歌（Isabelle Azaire〈Clémence Poésy 主演〉）
- 黑名單 (第2季)（Rowan／Nora Mills〈Krysten Ritter 飾演〉）－第1集。
- 尋骨線索（Camille Saroyan〈Tamara Taylor 主演〉）[注 2]
- 淘氣小子看世界（英语：Boy Meets World）（Heather、Dana）
- 吸血鬼獵人巴菲（Drusilla（英语：Drusilla (Buffy the Vampire Slayer)）〈Juliet Landau 飾演〉）
- 臭蟲（英语：Bugs (TV series)）（Pike）
- 聖女魔咒 (第2季)（Cindy）
- 超市特工（Iruza Torinkina）
- 代號：永恒（英语：Code Name: Eternity）（Cinder）
- 鐵證懸案 (第5季)（Nancy Paterson）－第17集。
- 死亡禁地 (第3季)（英语：The Dead Zone (TV series)）（Rebecca Caldwell〈Sarah Wynter 飾演〉）
- 老公老婆不登對（英语：Dharma & Greg）（Jennifer）－第12集。
- 異世奇人（電腦中的女性）－第12集。
- 急診室的春天 (第14季)（Miia）
- 衝擊毀滅（英语：Impact (miniseries)）（Martina）
- 張玉貞，為愛而生（仁顯王后〈洪洙賢 主演〉[13]）
- 靈犬凱利（英语：Kelly (Australian TV series)）（Carrie）
- Mentors（英语：Mentors (TV series)）
- 重返犯罪現場（Egan大尉）
- 史前逃龍 (第2季)－第3集。
- 私人診所（第2季：Carla Wei〈溫明娜 飾演〉）－第5集、（第5季：Laura Martin）
- 魔法少女薩琳娜（英语：Sabrina the Teenage Witch (TV series)）（歌手〈Britney Spears 飾演〉）
- 超自然檔案 (第1季)（Layla）－第12集。
- 神探任恩 (2011年電視影集)（Zen）

#### 動畫
- 落跑雞（金槌、母雞、Edwina、雞 等）
- 大長今 (2005年電視動畫)（崔尚宮）
- 彭彭丁滿歷險記（Lala、黑豹寶寶）

### 廣播劇
- NHK-FM廣播劇 青春冒險（日语：青春アドベンチャー）
  - 『布魯邦的封印（日语：ブルボンの封印）』（1993年）－瑪莉耶魯
  - 『夏天的門（英语：The Door into Summer）』（1995年）－利奇
  - 『紅與黑（第二部）』（2006年）－弗爾瓦屈夫人
  - 『華特曼〈第2話／流銀河〉』（2006年）－雅美
  - 『古堡藏龍（英语：The Prisoner of Zenda）（全10回）』（2007年）
  - 『世界盡頭的魔法使（日语：世界の終わりの魔法使い）（全5回）』（2013年[14]）
- FM劇場（日语：FMシアター）『前往富士』（NHK-FM，2007年5月26日）－穗波
- FM劇場『我們大家，』（NHK-FM，2008年1月26日）
- FM劇場『聲音訪問者』（NHK-FM，2016年4月16日）
- 朗讀（日语：朗読 (ラジオ番組)）『「水上瀧太郎（日语：水上瀧太郎）作品集」銀座復興（全25回）』（NHK第2，2017年10月30日－12月1日）

### 廣播節目
※記號表示說明網路廣播。
- （與高橋美佳子一起共同主持，2006年7月17日－2007年1月15日，全26回）※

### CD
- 里見☆八犬傳（日语：里見☆八犬伝）（伏姬）
- SIMOUN CD廣播劇「啊啊，美麗的派遣OL 為什麼是SIMOUN株式會社」（奈比利爾）
- 花右京女侍隊 La Verite ドラマCD もーにんぐ編（慈悲王琉佳）
- 花右京女侍隊 La Verite ドラマCD あふたぬーん編（慈悲王琉佳）
- 金子美鈴詩集（金子美鈴）
- 心靈傳奇 廣播劇CD vol.3「緋色頭髪的魔王」（芙蘿拉·史波杜恩）
- 心靈傳奇 廣播劇CD vol.5「睡美人的詩」（芙蘿拉·史波杜恩）
- true tears 廣播劇CD（仲上真一郎的母親）

### 電視劇
富士電視台
- 居酒屋兆治（日语：居酒屋兆治）（1992年）
- Heart's（日语：ハートにS） 第3回「想花束」（1995年）
- 鍵師3（日语：鍵師）（1995年）

TBS
- 跟我說愛我（1995年）
- 我們結婚吧（日语：結婚しようよ (テレビドラマ)）（1996年）
- 最後的家族旅行 Family Affair（日语：母の初恋#テレビドラマ化）（1996年）

其它
- 漂泊刑事旅情篇（日语：さすらい刑事旅情編）（1994年，朝日電視台）－杉村玲子
- 春天，來吧（日语：春よ、来い (テレビドラマ)）（1994年－1995年，NHK）－山根久子

### 舞台
- （千鳥知世）
- 紅色階梯的家
- 小紅帽與森林狼群的聖誕節（小紅帽）
- 放學後（品川）
- 美國
- 翡翠森林狼與羊
- 少女之國
- 物語
- 女足裏
- 昨天，今天，明天（和光映子）
- 吸血鬼
- 鏡花萬華鏡「風流線」（若杉幸之助）
- 月下
- 東風（聰子）
- 三姐妹（英语：Three Sisters (play)）
- 3/3 （藤倉朝子）
- ～幕（再演）（番場）
- 星星的聲音 契訶夫的妹妹瑪利亞才是我的
- 西哈諾·德·貝爾熱拉克（羅姍）
- 〈愛麗絲夢遊仙境〉帽子屋的茶會（睡覺的老鼠）
- 責？責？
- 彩虹
- 春與爪（篠原紗代）
- （米田梓）
- 天使都市
- 浮士德（瑪格麗特）
- 約翰·加布里爾·博克曼（英语：John Gabriel Borkman）
- 理查三世
- 我的金子美鈴（金子美鈴）

## 腳註

## 外部連結
- 演劇集團 圓公式官網的團員簡歷 （页面存档备份，存于） （日語）